# 구미왕산초등학교
구미왕산초등학교는 대한민국 경상북도 구미시에 있는 초등학교다.

## 학교 연혁
- 2007년 3월 1일 - 개교
- 2009년 9월 1일 - 경상북도교육청 지정 교원능력개발평가 선도학교
- 2010년 3월 1일 - 유치원 1학급 개원
- 2010년 3월 1일 - 경상북도교육청 지정 학력중점 자율학교
- 2012년 3월 1일 - 경상북도교육청 지정 창의성 디자인 정책 연구학교
- 2014년 3월 1일 - 제5대 이승진 교장 취임
- 2015년 2월 13일 - 제8회 졸업(졸업생 수: 85명)
- 2015년 3월 1일 - 경상북도교육청 지정(교육부 요청) 인성시범학교
- 2015년 3월 1일 - 21학급 편성

## 학교 상징
- 교목(校木) - 소나무
- 교화(敎化) - 장미